# Uszka (Ungheria)
Uszka è un comune dell'Ungheria di 333 abitanti (dati 2001). È situato nella contea di Szabolcs-Szatmár-Bereg.